# Tourenwagen-Weltmeisterschaft 1987
Die Tourenwagen-Weltmeisterschaft 1987 war die erste Tourenwagen-Weltmeisterschaft. Sie ging aus der damaligen Tourenwagen-Europameisterschaft hervor, wurde jedoch nur einmal ausgetragen. Die Meisterschaft begann am 22. März und endete am 15. November 1987 nach insgesamt 11 Rennen. Sieger wurde der italienische BMW M3-Fahrer Roberto Ravaglia aus dem Schnitzer-Motorsport-Team mit einem Punkt Vorsprung vor den punktgleichen deutschen Ford-Fahrern Klaus Ludwig und Klaus Niedzwiedz. Bereits nach einer, von diversen Disqualifikationen überschatteten Saison wurde die Serie wieder zu einer Europameisterschaft degradiert.
An der eigentlichen Meisterschaft nahmen 15 Fahrzeuge der Hersteller BMW (4), Alfa Romeo (7), Ford (3) und Maserati (1) teil. Die weiteren Starter erhielten weder Punkte noch Preisgelder. Die Rennen gingen jeweils mit einem Fahrerwechsel über 500 km.
Bereits beim ersten Rennen wurden zunächst die Werks-Ford wegen einer unzulässigen Elektronik disqualifiziert. Im Rennen dominierten die Werkswagen von BMW. Doch um Gewicht zu sparen, war bei den Werksrennwagen von BMW das Blech der Dachhaut dünner als bei Serienfahrzeugen. Da die Stärke des Blechs in den Homologationspapieren der Gruppe A nicht dokumentiert war, gingen die Verantwortlichen bei BMW davon aus, dass die im Reglement geforderte „serienmäßige“ Fertigung ausreichend sei, um den Anforderungen für ein regelkonformes Auto zu genügen. Die verantwortlichen Sportkommissare disqualifizierten die BMW deshalb am Abend des Rennens.
Alfa Romeo zog sich nach dem Rennen in Silverstone aus der Serie zurück. Beim Rennen im australischen Bathurst wurden die Ford – die zuvor einen Doppelsieg gefeiert hatten – wegen unzulässiger Modifikationen im Bereich der Hinterräder disqualifiziert. Ab diesen Rennen nahmen einige werksunterstützte Fahrzeuge des australischen Herstellers Holden an der Meisterschaft teil, die zwar wettbewerbsfähig, aber nicht punkteberechtigt waren. Der einsame Maserati war indes nie wettbewerbsfähig, überhaupt sammelten in der Saison nur sechs Fahrzeuge Punkte, darunter vier BMW und zwei Ford.
Die lediglich elf Fahrer (von 30 Punkteberechtigten), die es tatsächlich auf Punkte brachten, waren: Roberto Ravaglia (269), Klaus Ludwig*, Klaus Niedzwiedz* (je 268), Emanuele Pirro (244), Pierre Dieudonné* (193), Steve Soper* (193), Olivier Grouillard (164), Johnny Cecotto, Gianfranco Brancatelli (je 158), Roland Ratzenberger (146) und Luis Pérez-Sala (134). Die vier mit einem * markierten Fahrer waren für Ford am Start, der Rest für BMW.

## Kalender
| Rennen | Datum        | Land             | Strecke           | Sieger                                            | Marke  |
| ------ | ------------ | ---------------- | ----------------- | ------------------------------------------------- | ------ |
| 1      | 22. März     | Italien          | Monza             | Allan Moffat John Harvey¹                         | Holden |
| 2      | 19. April    | Spanien          | Jarama            | Emanuele Pirro Roberto Ravaglia                   | BMW    |
| 3      | 10. Mai      | Frankreich       | Dijon             | Gianfranco Brancatelli Johnny Cecotto             | BMW    |
| 4      | 12. Juli     | BR Deutschland   | Nürburgring       | Klaus Ludwig Klaus Niedzwiedz                     | Ford   |
| 5      | 1.–2. August | Belgien          | Spa-Francorchamps | Eric van de Poele Jean-Michel Martin Didier Theys | BMW    |
| 6      | 16. August   | Tschechoslowakei | Brünn             | Klaus Ludwig Klaus Niedzwiedz                     | Ford   |
| 7      | 6. September | Großbritannien   | Silverstone       | Enzo Calderari Fabio Mancini                      | BMW    |
| 8      | 4. Oktober   | Australien       | Bathurst          | Peter McLeod Peter Brock David Parsons            | Holden |
| 9      | 11. Oktober  | Australien       | Calder            | Steve Soper Pierre Dieudonné                      | Ford   |
| 10     | 26. Oktober  | Neuseeland       | Wellington        | Klaus Ludwig Klaus Niedzwiedz                     | Ford   |
| 11     | 15. November | Japan            | Fuji              | Klaus Ludwig Klaus Niedzwiedz                     | Ford   |

¹ In dem Rennen wurden keine Punkte vergeben, obgleich drei der Alfa Romeo und der Maserati ins Ziel gekommen waren, allerdings mit vielen Runden Rückstand.